# Ivan Tričkovski
Ivan Tričkovski (mak. Иван Тричковски; Skoplje, 18. travnja 1987.) bivši je sjevernomakedonski nogometaš koji je igrao na poziciji napadača.

## Karijera

### Klupska karijera
Igrač je karijeru započeo u Vardaru, nastavio u Rabotničkom kada ga u siječnju 2008. godine kupuje Crvena zvezda za 800.000 eura. Na utakmici Kupa UEFA u sezoni 2008./09., Tričkovski je igrao protiv svojeg budućeg kluba – nikozijskog APOEL-a. Dramatičan susret u Beogradu je završio s 3:3.
Sezonu 2009./10. Tričkovski provodi na posudbi u ciparskom Enosis Neopn Paralimni gdje je u 29 prvenstvenih susreta zabio 8 golova. Njegovu dobru sezonu uočio je APOEL koji ga kupuje u svibnju 2010. godine te potpisuje s njime trogodišnji ugovor. Vrijednost transfera je nepoznata ali se vjeruje da je Crvenoj zvezdi plaćeno 300.000 eura.
U prosincu 2010. godine belgijski Lokeren daje ponudu za igrača od 1,2 milijuna eura, međutim APOEL to odbija. Tričkovski je u svojoj prvoj sezoni u klubu osvojio ciparsko prvenstvo i Superkup dok je u sezoni 2011./12. s klubom igrao u Ligi prvaka gdje je zabio gol u remiju protiv Šahtar Donjecka (1:1) na Donbas Areni. S APOEL-om je u istom natjecanju sudjelovao i u četvrtfinalu gdje je izbačen francuski Lyon.
U lipnju 2012. godine Ivan Tričkovski prelazi u belgijski Club Brugge a procjenjuje se da je vrijednost transfera iznosila 1,2 milijuna eura.

### Reprezentativna karijera
Tričkovski je nastupao za makedonske do 17, do 19 i do 21 selekcije prije nego što je 2008. godine dobio poziv u seniorsku reprezentaciju za prijateljski susret protiv Srbije. Međutim, igrač je zbog ozljede morao propustiti utakmicu.
Na svojem debiju za A reprezentaciju, 29. svibnja 2010. godine Tričkovski je zabio svoj reprezentativni prvijenac u prijateljskoj utakmici protiv Azerbajdžana igranoj u Austriji. Gol je postignut volejem, a Makedonija je pobijedila s 3:1.
Druga dva zgoditka upisao je u utakmicama s Maltom i Irskom.

#### Pogoci za reprezentaciju
| #  | Datum               | Mjesto                                                      | Protivnik   | Pogodak | Rezultat | Natjecanje                          |
| -- | ------------------- | ----------------------------------------------------------- | ----------- | ------- | -------- | ----------------------------------- |
| 1. | 29. svibnja 2010.   | Bischofshofen, Austrija                                     | Azerbajdžan | 1:0     | 3:1      | Prijateljska utakmica               |
| 2. | 11. kolovoza 2010.  | Ta' Qali, Malta                                             | Malta       | 0:1     | 1:1      | Prijateljska utakmica               |
| 3. | 26. ožujka 2011.    | Dublin, Irska                                               | Irska       | 2:1     | 2:1      | Kvalifikacije za EP 2012.           |
| 4. | 6. rujna 2013.      | Arena „Filip II.”, Skoplje, Makedonija                      | Wales       | 1:0     | 2:1      | Kvalifikacije za SP 2014.           |
| 5. | 6. rujna 2018.      | Stadion Victoria, Gibraltar                                 | Gibraltar   | 0:1     | 0:2      | UEFA Liga nacija 2018./19. – Liga D |
| 6. | 15. studenoga 2020. | Nacionalna arena Toše Proeski, Skoplje, Sjeverna Makedonija | Estonija    | 1:0     | 2:1      | UEFA Liga nacija 2019./20. – Liga C |
| 7. | 4. lipnja 2021.     | Nacionalna arena Toše Proeski, Skoplje, Sjeverna Makedonija | Kazahstan   | 2:0     | 4:0      | Prijateljska utakmica               |

## Vanjske poveznice
- Profil igrača na stranicama Makedonskog nogometnog saveza
- Profil igrača na National Football Teams.com
- Transfermarkt.co.uk